# Diocesi di Prusiade
La diocesi di Prusiade (in latino Dioecesis Prusiensis) è una sede soppressa del patriarcato di Costantinopoli e una sede titolare della Chiesa cattolica.

## Storia
Prusiade (Prusias ad Hypium), identificabile con Konuralp (anticamente Usküb) nella provincia di Düzce in Turchia, è un'antica sede vescovile della provincia romana di Onoriade nella diocesi civile del Ponto. Faceva parte del patriarcato di Costantinopoli ed era suffraganea dell'arcidiocesi di Claudiopoli. La sede è documentata nelle Notitiae Episcopatuum del patriarcato fino al XII secolo.
Diversi sono i vescovi documentati di questa antica sede episcopale. Giorgio prese parte al primo concilio ecumenico celebrato a Nicea nel 325. Olimpio intervenne al concilio di Calcedonia nel 451. Domizio partecipò al concilio di Costantinopoli nel 680. Teofilo assistette al secondo concilio di Nicea nel 787. Paolo subì il martirio all'epoca della lotta iconoclasta ed è ricordato nel menologio greco alla data del 7 maggio. Costantino e Leone presero parte rispettivamente ai concili di Costantinopoli dell'869-870 e dell'879-880 che trattarono la questione del patriarca Fozio. La sigillografia ha restituito i nomi di alcuni vescovi di Prusiade: Giorgio II, vissuto tra VII e VIII secolo; Basilio, vissuto fra X e XI secolo; e Nicola, il cui sigillo è databile all'XI secolo.
Dal XIX secolo Prusiade è annoverata tra le sedi vescovili titolari della Chiesa cattolica; la sede è vacante dal 15 settembre 1967. Il suo ultimo titolare è stato José Salazar López, vescovo coadiutore di Zamora in Messico.

## Cronotassi

### Vescovi greci
- Giorgio I † (menzionato nel 325)
- Olimpio † (menzionato nel 451)
- Domizio † (menzionato nel 680)
- Giorgio II † (VII-VIII secolo)[6]
- Teofilo † (menzionato nel 787)
- San Paolo † (IX secolo)[7]
- Costantino † (menzionato nell'869)[8]
- Leone † (menzionato nell'879)[9]
- Basilio † (X-XI secolo)[10]
- Nicola † (XI secolo)[1]

### Vescovi titolari
- Francisco de Aquino Correa, S.D.B. † (2 aprile 1914 - 26 agosto 1921 nominato arcivescovo di Cuiabá)
- Uberto Maria Fiodo † (23 dicembre 1923 - 3 novembre 1933 deceduto)
- Rodolfo Orler, M.C.C.I. † (11 dicembre 1933 - 19 luglio 1946 deceduto)
- Paul-Pierre-Marie-Joseph Pinier † (13 dicembre 1947 - 27 marzo 1954 nominato vescovo di Costantina)
- José Vicente Távora † (23 giugno 1954 - 20 novembre 1957 nominato vescovo di Aracaju)
- Bernardino Piñera Carvallo † (11 febbraio 1958 - 10 dicembre 1960 nominato vescovo di Temuco)
- José Salazar López † (22 maggio 1961 - 15 settembre 1967 succeduto vescovo di Zamora)